# Zvěřetice
Zvěřetice jsou malá vesnice, část obce Babice v okrese Prachatice v Jihočeském kraji. Nachází se asi 0,6 kilometru východně od Babic. Zvěřetice jsou také název katastrálního území o rozloze 1,91 km².

## Historie
První písemná zmínka o vesnici pochází z roku 1300.

## Obyvatelstvo
| Rok            | 1869 | 1880 | 1890 | 1900 | 1910 | 1921 | 1930 | 1950 | 1961 | 1970 | 1980 | 1991 | 2001 | 2011 | 2021 |
| -------------- | ---- | ---- | ---- | ---- | ---- | ---- | ---- | ---- | ---- | ---- | ---- | ---- | ---- | ---- | ---- |
| Počet obyvatel | 90   | 105  | 73   | 76   | 71   | 82   | 80   | 33   | 27   | 25   | 9    | 6    | 9    | 9    | 31   |
| Počet domů     | 18   | 16   | 19   | 14   | 14   | 15   | 15   | 16   | 16   | 8    | 4    | 11   | 9    | 9    | 11   |

## Obecní správa
Při sčítání lidu v letech 1850–1952 Zvěřetice byly samostatnou obcí v okrese Prachatice. V letech 1953–1960 byly osadou obce Babice v okrese Vodňany. V letech 1961–1976 byly částí obce Chvalovice v okrese Prachatice. Od 30. dubna 1976 do 23. listopadu 1990 byly částí obce Němčice v okrese Prachatice. Od 24. listopadu 1990 jsou opět částí obce Babice v okrese Prachatice. V letech 1850–1920 k obci patřily Sedlovice.

## Pamětihodnosti

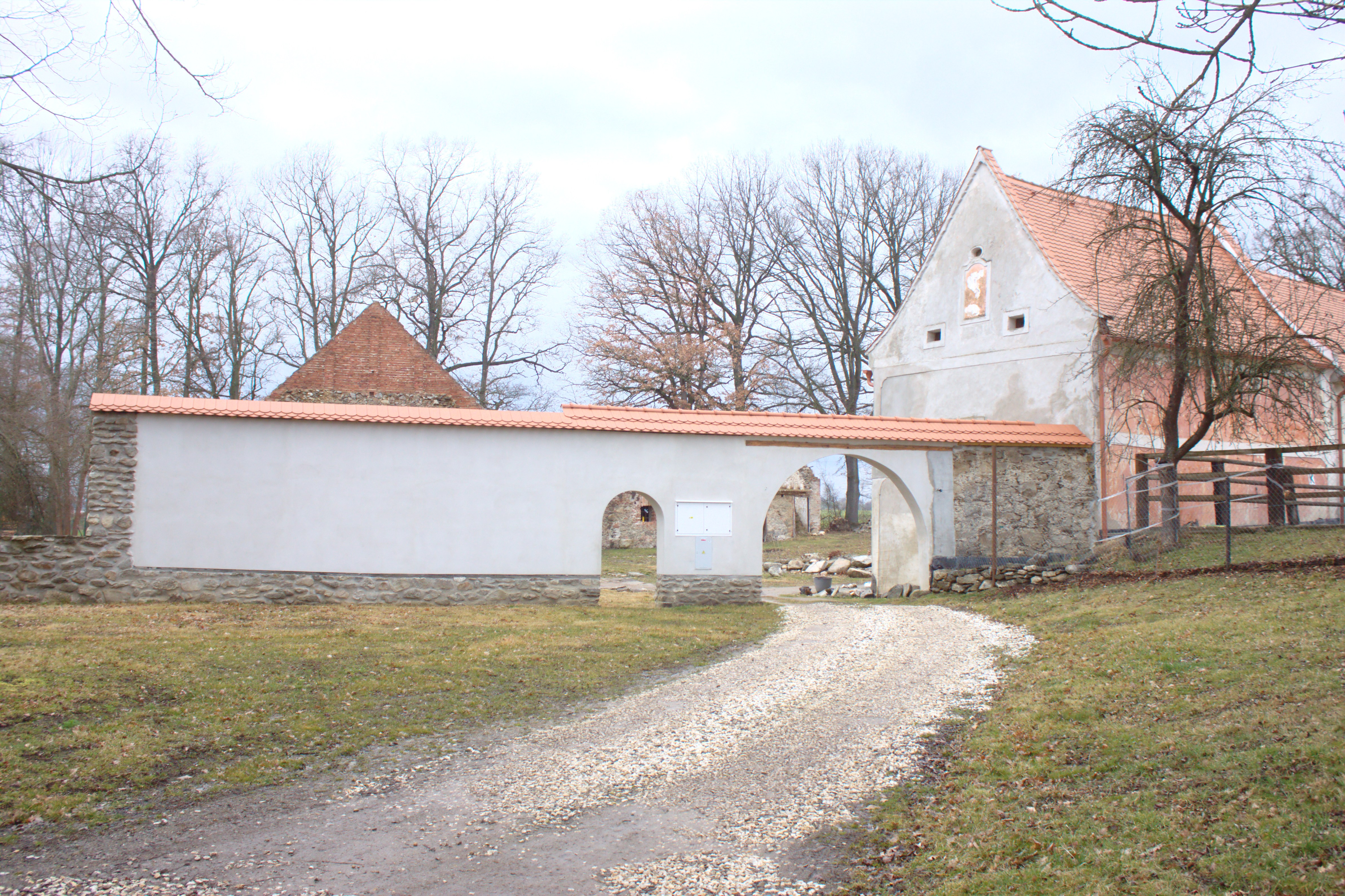
Kaple na návsi
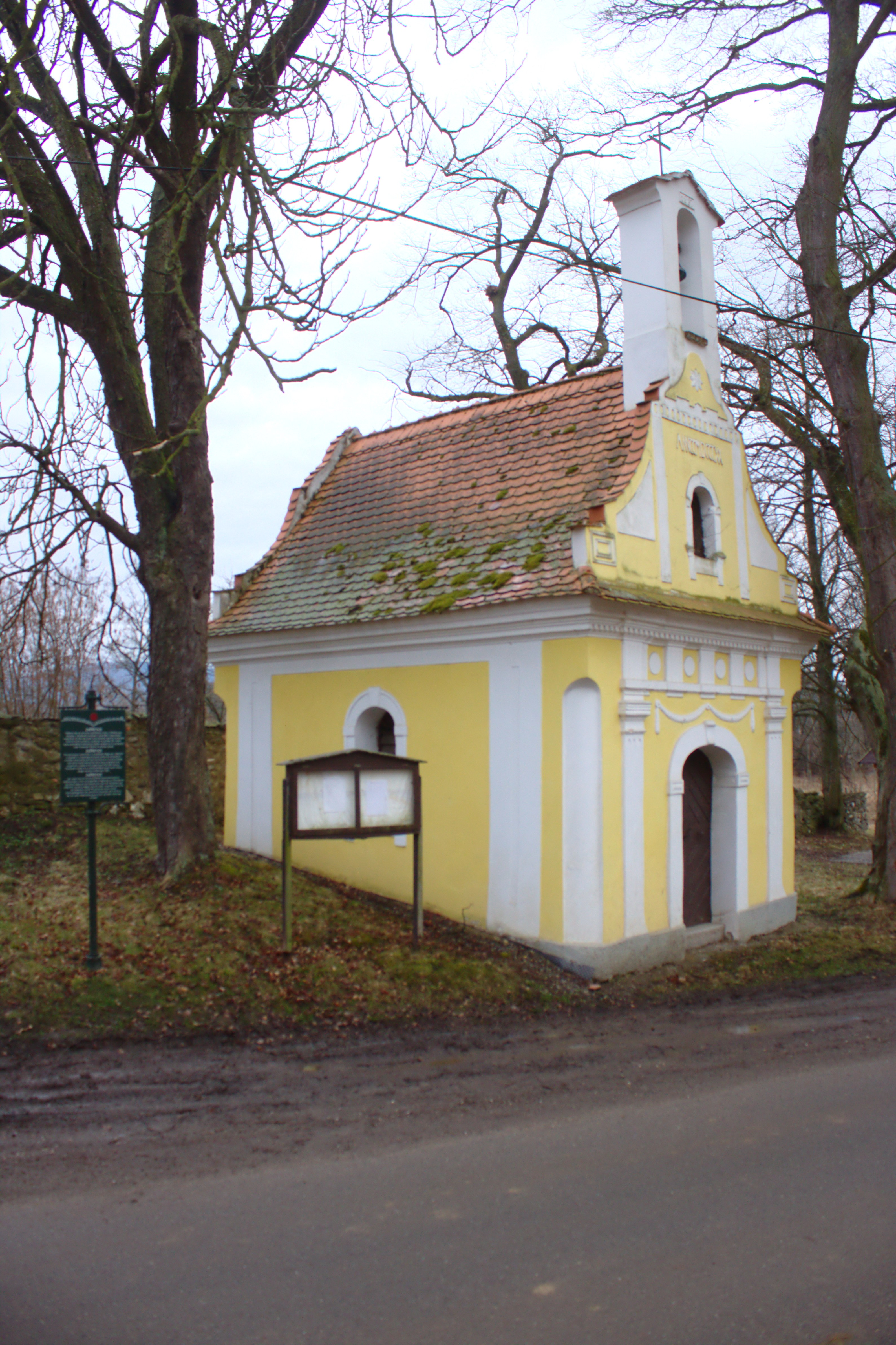
Usedlost čp. 6

- Usedlost čp. 6
- Kaple